# 大徳自動車学校
大徳自動車学校（だいとくじどうしゃがっこう）は、株式会社大徳自動車教習所が運営する石川県金沢市にある石川県公安委員会の指定自動車教習所である。

## 所在地
- 〒920-0348　石川県金沢市松村5丁目96

## 沿革
- 1961年（昭和36年）4月22日 - 設立

## 取得できる免許
- 中型自動車
- 普通自動車第一種・第二種
- 大型自動二輪車
- 普通自動二輪車

## 周辺
- 金沢市立大徳小学校
- 石川県立中央病院
- 金沢西病院
- 金沢市立工業高等学校
- 石川県立金沢西高等学校

## 表彰
- 2011年（平成23年）11月18日、全指連創立50周年・第44回指定自動車教習所全国大会において、長年にわたり教習水準の向上を図り、優良運転者の育成に顕著な功績があったとして全国1330余校中40校の1校として全国表彰を受賞した。